# إخماد الثورة الليبية
كانت الحرب الإيطالية-السنوسية الثانية نزاعًا مطولًا في ليبيا الإيطالية بين القوات العسكرية الإيطالية المكونة بشكل أساسي من القوات الاستعمارية (الغالبية العظمى من القوة التي استخدمها الإيطاليون لقمع المقاومة المحلية في طرابلس وبرقة كانت مولفة من ليبيين وإريتريين وصوماليين) ومتمردين أصليين مرتبطين بالحكم السنوسي الذي استمر من 1923 حتى 1932 ، وهو العام الذي ألقي فيه القبض على الزعيم السنوسي عمر المختار وتم إعدامه.
أسفرت الحملة المخصصة لإخماد الثورة الليبية عن موت جماعي للسكان الأصليين في برقة. حيث توفي ربع سكان برقة البالغ عددهم 225000 شخص أثناء الصراع. وارتكبت إيطاليا جرائم حرب كبرى خلال النزاع، بما في ذلك استخدام الأسلحة الكيميائية ورفض أخذ أسرى الحرب أو المستسلمون وإعدامهم بدلاً من ذلك، وكذلك عمليات الإعدام الجماعية للمدنيين. ارتكبت السلطات الإيطالية تطهيراً عرقياً عن طريق طرد 100000 شخص بالعنوة من قبائل برقة البدوية، أي نصف سكان برقة، من أراضيهم التي قررت الحكومة الإيطالية تقديمها للمستوطنين الإيطاليين.
في عام 2008، تم التوقيع على اتفاق للتعويض عن الأضرار الناجمة عن الحكم الاستعماري الإيطالي بين إيطاليا وليبيا. وحضر معمر القذافي، الحاكم الليبي في ذلك الوقت، مراسم التوقيع على الوثيقة وهو يرتدي صورة تاريخية على زيّه تظهر زعيم المتمردين البرقاويين عمر المختار مقيداً بالسلاسل بعد أن ألقت السلطات الإيطالية القبض عليه أثناء عملية التهدئة. أعلن رئيس الوزراء الإيطالي سيلفيو برلسكوني خلال مراسم توقيع الوثيقة قائلاً: «في هذه الوثيقة التاريخية، تعتذر إيطاليا عن قتلها وتدميرها وقمعها للشعب الليبي خلال فترة الحكم الاستعماري. إن هذا اعتراف كامل وأخلاقي بالأضرار التي ألحقتها إيطاليا بليبيا خلال الحقبة الاستعمارية».

## خلفية تاريخية
استحوذت إيطاليا باستخدام القوة العسكرية على ليبيا من الامبراطورية العثمانية، وذلك عام 1912 خلال الحرب الإيطالية التركية. سرعان ما ثار سكان المستعمرة الجديدة وأنشؤوا حكماً ذاتياً في مناطق كبيرة من ليبيا. اندلع صراعٌ عنيف بين إيطاليا والسنوسيين –وهم جماعة صوفية دينية وسياسية تستند على التعاليم الإسلامية –خلال الحرب العالمية الأولى، وتحالف السنوسيون في ليبيا مع العثمانيين ضد القوات الإيطالية. كما صعّد السنوسيون حدة الصراع وهاجموا القوات البريطانية في مصر ، واستمرت المعارك بين السنوسيين والبريطانيين حتى عام 1917.
وقعت إيطاليا المنهكة من الحروب اتفاقية عكرمة عام 1917، واعترفت بموجبها باستقلال ليبيا عن الحكم الإيطالي. فأنشأ الثوار الطرابلسيون الجمهورية الطرابلسية عام 1918، بينما استمرت إيطاليا في حكم باقي البلاد اسمياً.
اندلعت ثوراتٌ أخرى ضد الحكم الإيطالي، وفي عام 1920، اضطرت الحكومة الإيطالية إلى الاعتراف الرسمي بالقائد السنوسي محمد إدريس ومنحه حكماً ذاتياً تمتع فيه بلقب «أمير» [13]. ثمّ عرض قادة الجمهورية الطرابلسية منصب أمير طرابلس على محمد إدريس السنوسي عام 1922، لكن قيام حكومة جديدة في إيطاليا بقيادة بينيتو موسوليني حال دون وقوع ذلك، إذ بدأ الزعيم الإيطالي حملة عسكرية لاستعادة المستعمرات الإيطالية.
أدى صعود الحزب الفاشي وتقلّد الزعيم الإيطالي بينيتو موسوليني لمنصب رئيس الوزراء إلى تغيير جذري في السياسة الخارجية لإيطاليا، حيث اعتبر الفاشيون ليبيا جزءاً لا يتجزأ من الامبراطورية الإيطالية. فأدى كلّ ذلك إلى إخماد الثورة في ليبيا.

## إخماد الثورة الليبية
بدأت إيطاليا العمل على قمع الليبيين منذ احتلالها صحراء سرت، وفصلت بذلك إقليم برقة عن إقليم طرابلس. واستعملت الطائرات والآليات المتحركة للنقل، كما ساعدت استخباراتها الأمنية في استيلاء الجنود الإيطاليين على 150 ألف كيلومتر مربع من الأراضي الليبية خلال 5 شهورٍ فقط.
انتهت المفاوضات بين عمر المختار وإيطاليا عندما خططت الأخيرة لاستعمار ليبيا وبدء غزو شامل. وهكذا سيطرت القوات الإيطالية على فزان عام 1930، ورفعت الأعلام الإيطالية في تومو في أقصى الجنوب من ولاية فزان. وبحلول عام 1931، أُرسل أكثر من نصف سكان برقة إلى 15 معسكر إبادة جماعي، ومات عدد كبير منهم نتيجة الازدحام وقلة الماء والغذاء والدواء. كما قام الإيطاليون بقصف الثوار البدو في الصحراء بأسلحة كيميائية استخدمها سلاح الجو الإيطالي.
أُعدم 12 ألف مدني من برقة عام 1931، وهجّر البدو في الجزء الشمالي من الإقليم إلى معسكرات الاعتقال. كما كانت السلطات العسكرية الإيطالية مسؤولة عن تهجير جميع سكان الجبل الأخضر في برقة. فاضطر نصف السكان، بالإضافة إلى 100 ألف بدوي، إلى مغادرة أراضيهم. اضطر البدو، وأغلبهم من النساء والأطفال والشيوخ، إلى عبور الصحراء والوصول إلى معسكرات الاعتقال المتجمعة بالقرب من بنغازي، وقامت القوات الإيطالية بقتل كل شخصٍ لم يستطع المسير إلى معسكرات الاعتقال.
صورت البروباغندا الإيطالية هذه المعسكرات وكأنها واحة من الحضارة الحديثة النظيفة والعملية، بينما كانت المعسكرات في واقع الأمر سيئة جداً، وتجمع فيها نحو 20 ألف بدوي برفقة حيواناتهم، ازدحموا جميعهم في مكان لا تبلغ مساحته سوى 1 كيلومتر مربع. انتشرت الأمراض والأوبئة بسرعة البرق في هذه المعسكرات، ولم يقدم للمعتقلين غذاءٌ صحي، كما اضطروا للعمل القسري. وعند إغلاق هذه المعسكرات في شهر أيلول من عام 1933، بلغت حصيلة القتلى في هذه المعسكرات نحو 40 إلى 100 ألف قتيل.